# Донське сільське поселення
До́нське сільське поселення (рос. Донское сельское поселение) — муніципальне утворення у складі Усть-Куломського району Республіки Комі, Росія. Адміністративний центр — село Дон.

## Населення
Населення — 705 осіб (2017, 794 у 2010, 959 у 2002, 1042 у 1989).

## Склад
До складу поселення входять такі населені пункти:
| Населений пункт | Населення, осіб (1989) | Населення, осіб (2002) | Населення, осіб (2010) |
| --------------- | ---------------------- | ---------------------- | ---------------------- |
| Дон, село       | 554                    | 551                    | 464                    |
| Жежим, присілок | 150                    | 162                    | 127                    |
| Шер'яг, селище  | 338                    | 246                    | 203                    |